# Quora
Quora е социална услуга за обмен на знания, своеобразен уеб сайт със система от въпроси и отговори, основан през юни 2009 г. от Адам д’Анджело и Чарли Чивер (участвали в създаването на социалната мрежа Facebook).
Услугата използва алгоритъм за ранжиране ценността на отговора на всеки участник, като се основава на оценките на неговите предишни отговори. Също така услугата използва алгоритъм за машинно самообучение, за да класифицира тематиката на въпроса въз основа на историята на въпросите и отговорите на участника.
През декември 2009 г. услугата преминава през режим на закрито бета тестване, а на 10 юни 2010 г. става достъпна на широката публика.
През март 2010 г. услугата е оценена от компанията Benchmark Capital на 86 млн щатски долара.
Общият обем венчърни инвестиции в компанията възлизат на не по-малко от $150 млн.. Сред инвеститорите е и Питър Тил, американски бизнесмен, инвеститор и управляващ хедж фондове.
През 2020 г. уебсайтът е посещаван всеки месец от 300 милиона различни участници.

## Политика на истински имена
Quora изисква участниците да се регистрират с пълната форма на истинските си имена, а не с интернет псевдоними (никове);  въпреки че не се изисква проверка на имената, общността може да съобщава за лъжливи имена. Това е направено с предполагаемото намерение да се увеличи достоверността на отговорите. Участниците с определена активност на сайта имат възможност да пишат отговорите си анонимно, но не по подразбиране. Посетители, които не желаят да влизат в системата или да използват файловете cookie, се принуждават да използват обходни пътища, за да използват сайта.  Участниците могат също да влизат в системата със своите акаунти в Google или Facebook, като използват протокола OpenID. Те могат да повишават или понижават броя на отговорите и да предлагат корекции на съществуващите отговори, предоставени от други участници. Общността на Quora включва различни известни личности, такива като Джими Уелс, Ричард Мюлер, Джъстин Трюдо, Барак Обама, Хилари Клинтън и, до смъртта му, Адриан Ламо,  а също някои днешни и бивши професионални спортисти.